# Asteroarchaediscus
Asteroarchaediscus es un género de foraminífero bentónico de la subfamilia Asteroarchaediscinae, de la familia Archaediscidae, de la superfamilia Archaediscoidea, del suborden Fusulinina y del orden Fusulinida. Su especie tipo es Archaediscus baschkiricus. Su rango cronoestratigráfico abarca desde el Viseense (Carbonífero inferior) hasta el Moscoviense (Carbonífero medio).

## Discusión
Algunas clasificaciones más recientes incluyen Asteroarchaediscus en el Suborden Archaediscina, del Orden Archaediscida, de la Subclase Afusulinana y de la Clase Fusulinata.

## Clasificación
Asteroarchaediscus incluye a las siguientes especies:
- ‘‘Asteroarchaediscus baschkiricus †
- ‘‘Asteroarchaediscus gnomellus †
- ‘‘Asteroarchaediscus ovoides †
- Asteroarchaediscus rombiformis †
- ‘‘Asteroarchaediscus rugosimilis †
- ‘‘Asteroarchaediscus zhamoidai †